# Hansa-Brandenburg W.12
Die Hansa-Brandenburg W.12 – auch geschrieben als Hansa-Brandenburg W 12 – war ein deutsches Militärflugzeug aus dem Ersten Weltkrieg.

## Geschichte
Kurz vor Beginn des Ersten Weltkrieges entstand in Brandenburg-Briest an der Havel das Flugzeugwerk Hansa-Brandenburg GmbH aus dem Zusammenschluss der Brandenburgischen Flugzeugwerke und der Hansa Flugzeugwerke; weitere Werksteile lagen in Österreich-Ungarn. Die Firma produzierte vor allem Seeflugzeuge für die Marine Deutschlands und Österreich-Ungarns sowie verschiedene Muster für die Armeefliegerstaffeln Österreich-Ungarns.
Im September 1916 erhielt Hansa-Brandenburg von der deutschen Marineführung den Auftrag zur Entwicklung eines neuen Jagdflugzeugs für ihre Seefliegerkräfte. Am 15. Oktober und am 22. November folgten die Aufträge für jeweils drei Prototypen. Der Chefkonstrukteur von Hansa-Brandenburg, Ernst Heinkel schuf daraufhin in Anlehnung an den zweisitzigen Landaufklärer K innerhalb von 8 Wochen unter der Bezeichnung W.12 einen Doppeldecker in Leichtbauweise. Da im Januar 1917 der See bei Briest zugefroren war, wurde der Prototyp mit der Marinenummer 1014 auf dem Schienenweg zum Seeflugzeug-Versuchs-Kommando nach Warnemünde gebracht. Hier erfolgten die Abnahmeflüge, die die W.12 dank ihrer für die damalige Zeit hohen Flugleistungen, insbesondere bei Geschwindigkeit und Steigvermögen, am 23. Februar 1917 bestand. Hinzu kam die sehr starke Bewaffnung, die auch den Kampf gegen gegnerische See-Jagdflugzeuge möglich machte. Bereits am 5. Januar, also noch bevor der Prototyp erprobt war, bestellte die Marine weitere 10 W.12.
Der Propeller der Hansa-Brandenburg W.12 wurde von der Firma Dr. Rathjen zugeliefert und hatte einen Durchmesser von 2,75 m bei einer Steigung von
1,75.
Gemäß der damaligen Marinenomenklatur erhielt das Muster die Dienstbezeichnung C3MG. Der Einsatz der W.12 erfolgte vor allem an der Westfront von den Seefliegerstationen Ostende und Zeebrugge aus, wo die Maschinen bis Kriegsende im Einsatz standen.

## Van Berkel W-A
Nach dem Krieg kauften die Niederlande eine bei Rottumeroog notgelandete W.12 für 25.000 Gulden. Nach erfolgreichen Flugtests dieser Maschine waren sie von den Flugleistungen überzeugt und erwarben von Hansa-Brandenburg eine Lizenz zum Nachbau von 35 Maschinen. Die Produktion erfolgte bei der Firma Van Berkel’s Patent in Rotterdam, wo sie als Van Berkel W-A bezeichnet wurden. Die Maschinen standen bis 1933 bei der niederländischen Marine sowie in den niederländischen Kolonien im Einsatz.

## Technische Daten

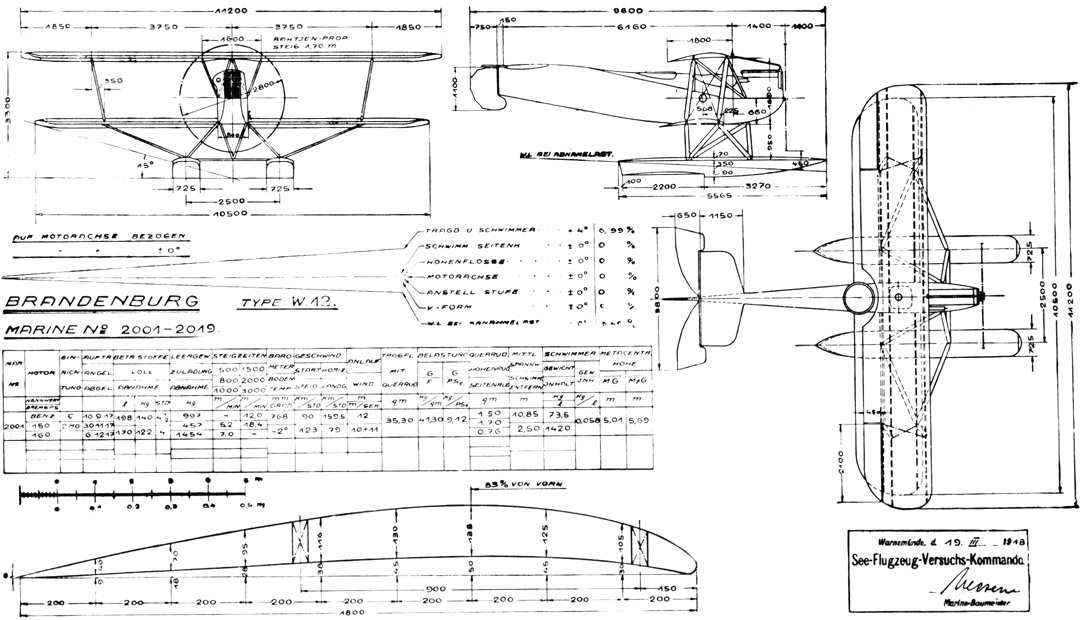
Dreiseitenansicht und Flügelprofil

| Kenngröße             | Daten                                                                                    |
| --------------------- | ---------------------------------------------------------------------------------------- |
| Besatzung             | 2                                                                                        |
| Länge                 | 9,60 m                                                                                   |
| Spannweite            | 11,20 m oben 10,48 m unten                                                               |
| Höhe                  | 3,30 m                                                                                   |
| Flügelfläche          | 36,20 m²                                                                                 |
| Querruder             | 1,80 m²                                                                                  |
| Höhenruder            | 1,25 m²                                                                                  |
| Seitenruder           | 0,75 m²                                                                                  |
| Leermasse             | 997 kg                                                                                   |
| Startmasse            | 1463 kg                                                                                  |
| Höchstgeschwindigkeit | 160 km/h in Seehöhe                                                                      |
| Steigzeit auf 1000 m  | 8 min                                                                                    |
| Steigzeit auf 2000 m  | 20 min                                                                                   |
| Steigzeit auf 3000 m  | 38,5 min                                                                                 |
| praktische Gipfelhöhe | 4000 m                                                                                   |
| Reichweite            | 520 km                                                                                   |
| Brennstofftank        | 203 l                                                                                    |
| Flugdauer             | 3:30 h                                                                                   |
| Triebwerk             | ein wassergekühlter 6-Zylinder-Reihenmotor Mercedes D III, 165 PS (121 kW) Startleistung |
| Bewaffnung            | 3 × MG 7,9 mm                                                                            |

## Replik
Die Neptune Association in den Niederlanden hat sich zum Ziel gesetzt, eine Van Berkel W-A-Replik zu bauen. Im Jahr 1993 begann die Suche nach Informationen, welche 1999 abgeschlossen wurde. Im Jahr 2002 begann die Finanzierung für das Projekt. Im Jahr 2017 konnte sie im Aviodrome in der Ausstellung „100 jaar Marine Luchtvaartdienst“ besichtigt werden.